# Бял рибояд
Белият рибояд (Morus bassanus) е птица от семейство Рибоядови. Среща се и в България.

## Разпространение
До 2013 г. белият рибояд е наблюдаван 9 пъти в България. Всички срещи на вида са по черноморското ни крайбрежие. Последното наблюдение е от 29 – 31 юли 2008 г. при курорта „Св. Константин и Елена“, Варненско. От събрани сведения от палеоорнитолога проф. Златозар Боев от няколко субфосилни находища в Украйна (полуостров Крим), става ясно, че видът е обитавал Северното Черноморие от преди около 2000 г. пр.н.е. до към 15 в. н.е.